# Pierre Blet
Pierre Blet, glavni urednik zbirke Akata i dokumenata Svete Stolice koji se odnose na Drugi svjetski rat. Djela Pio XII. i Drugi svjetski rat prema vatikanskim arhivima i dr.